# Worden (Montana)
Worden és una concentració de població designada pel cens dels Estats Units a l'estat de Montana. Segons el cens del 2000 tenia 506 habitants.

## Demografia
Segons el cens del 2000, Worden tenia 506 habitants, 223 habitatges, i 136 famílies. La densitat de població era de 98,2 habitants per km².
Dels 223 habitatges en un 27,8% hi vivien nens de menys de 18 anys, en un 46,6% hi vivien parelles casades, en un 11,2% dones solteres, i en un 39% no eren unitats familiars. En el 35,4% dels habitatges hi vivien persones soles el 17,5% de les quals corresponia a persones de 65 anys o més que vivien soles. El nombre mitjà de persones vivint en cada habitatge era de 2,27 i el nombre mitjà de persones que vivien en cada família era de 2,97.
Per edats la població es repartia de la següent manera: un 25,5% tenia menys de 18 anys, un 8,1% entre 18 i 24, un 25,7% entre 25 i 44, un 23,7% de 45 a 60 i un 17% 65 anys o més.
L'edat mediana era de 40 anys. Per cada 100 dones de 18 o més anys hi havia 89,4 homes.
La renda mediana per habitatge era de 22.625 $ i la renda mediana per família de 38.393 $. Els homes tenien una renda mediana de 22.434 $ mentre que les dones 20.156 $. La renda per capita de la població era de 14.319 $. Aproximadament el 3,8% de les famílies i el 8,5% de la població estaven per davall del llindar de pobresa.

## Poblacions més properes
El següent diagrama mostra les poblacions més properes.